# César Emmanuel Grappein

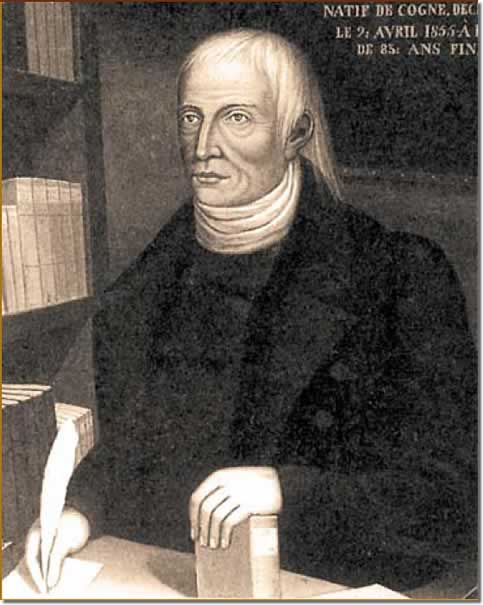
César Emmanuel Grappein

César Emmanuel Grappein (* 22. April 1772 in Cogne, Aostatal; † 9. April 1855) war ein sardinisch-piemontesischer Arzt, Politiker, Volkskundler und Schriftsteller.

## Leben

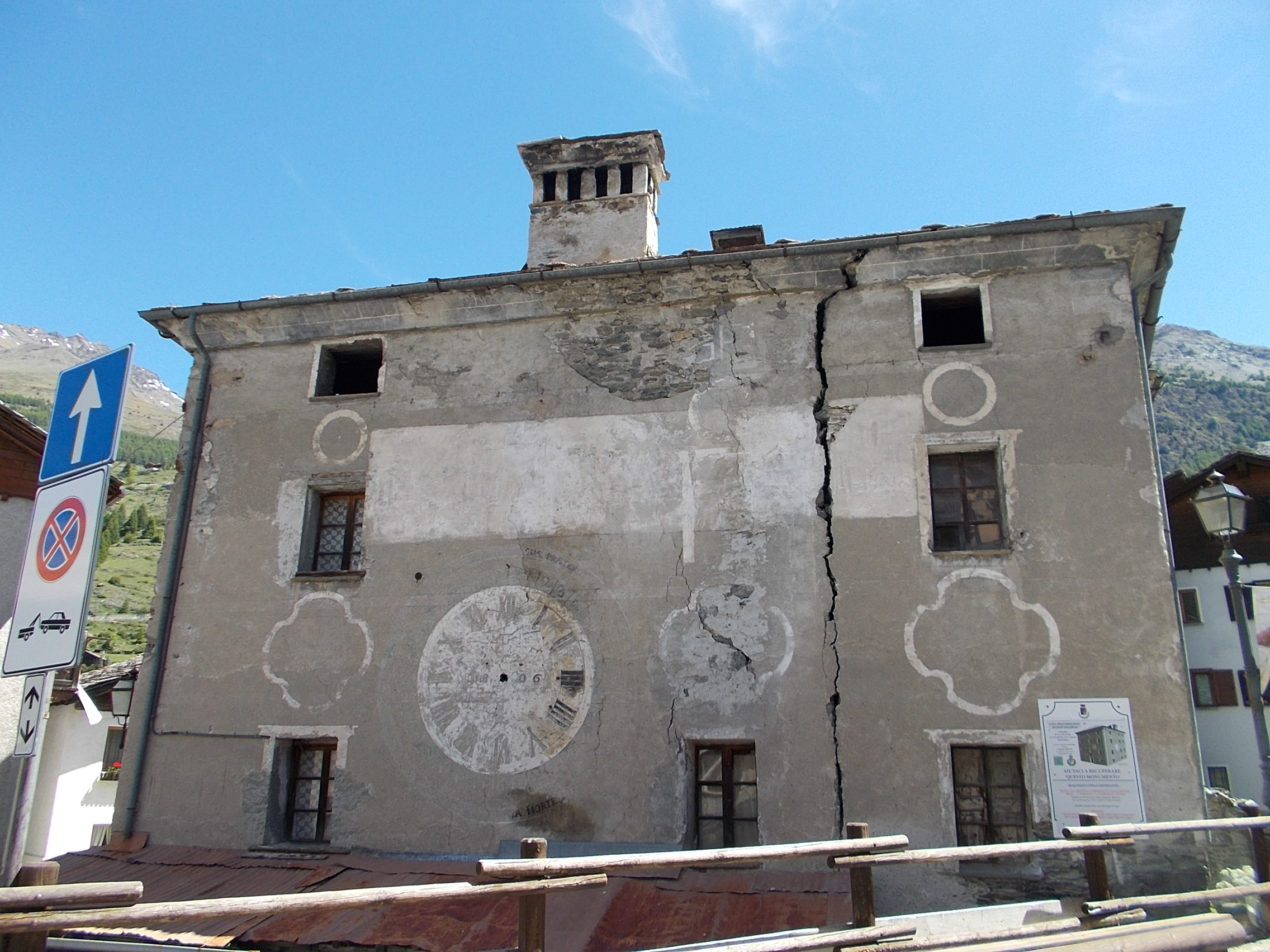
Das «Haus mit der Sonnenuhr» in Cogne, Wohnhaus von César Emmanuel Grappein

César Emmanuel Grappein, Sohn von Jean-Pierre Grappein und Lucie Guichardaz, stammt aus einer Bergbauernfamilie der Gemeinde Cogne im piemontesischen Aostatal, das zum Königreich Sardinien gehörte. Er besuchte die Mittelschule im Seminar in der Talhauptstadt Aosta und studierte danach in Turin Medizin. Am 21. Mai 1804 schloss er seine Studien mit dem Doktorat ab. Er war Truppenkommandant in der militärischen Einheit der königlich-sardinischen Chasseurs de la Milice du Duché d’Aoste. Grappein blieb unverheiratet.
Nach der Rückkehr in seine Heimatgemeinde auf der Nordseite des Gran Paradiso engagierte er sich als Arzt und als Bürgermeister von Cogne. Grappein teilte das liberale Gedankengut der aufgeklärten Turiner Gesellschaft und förderte die Entwicklung in seinem ausgedehnten Bergtal. Er war unter anderem für die Aufsicht über das ergiebige, seit dem Mittelalter bestehende Eisenbergwerk von Cogne zuständig. Er wollte das hoch am Berghang des Liconi gelegene Bergwerk nach wirtschaftlichen Gesichtspunkten so organisieren, dass für die Talgemeinschaft ein größerer Gewinn daraus zu erzielen wäre. Seinem sozialutopischen Vorhaben, das Erzgeschäft als Monopol der Talbewohner von Cogne zu gestalten, war jedoch wegen des Widerstands der Stahlunternehmer im Aostatal kein nachhaltiger Erfolg beschieden.
Grappein unterstützte den Bau der vom Baumeister André Joseph Perrod geplanten acht Kilometer langen Straße aus dem Haupttal durch die Grant Eyvia-Schlucht in das abgelegene Berggebiet, mit welcher das Erz aus dem Bergwerk besser zu den Eisenhütten in Villeneuve und andern Gemeinden im Aostatal transportiert werden konnte. Die Straße war 1824 fertig gebaut und entsprach in ihrem Verlauf ungefähr der heutigen Strada Statale 507 di Cogne. Mit dem Eisen aus Cogne ließ Bürgermeister Grappein von 1809 bis 1816 in Villeneuve einen ungewöhnlichen Brunnen für den Hauptplatz in Cogne giessen, der heute zu den Sehenswürdigkeiten im Tal gehört. Auf einer der gegossenen Brunnenplatten ist ein Zitat aus Vergils Georgica abgebildet. 2012 ließ das Kulturassessorat des Aostatals den Brunnen restaurieren.

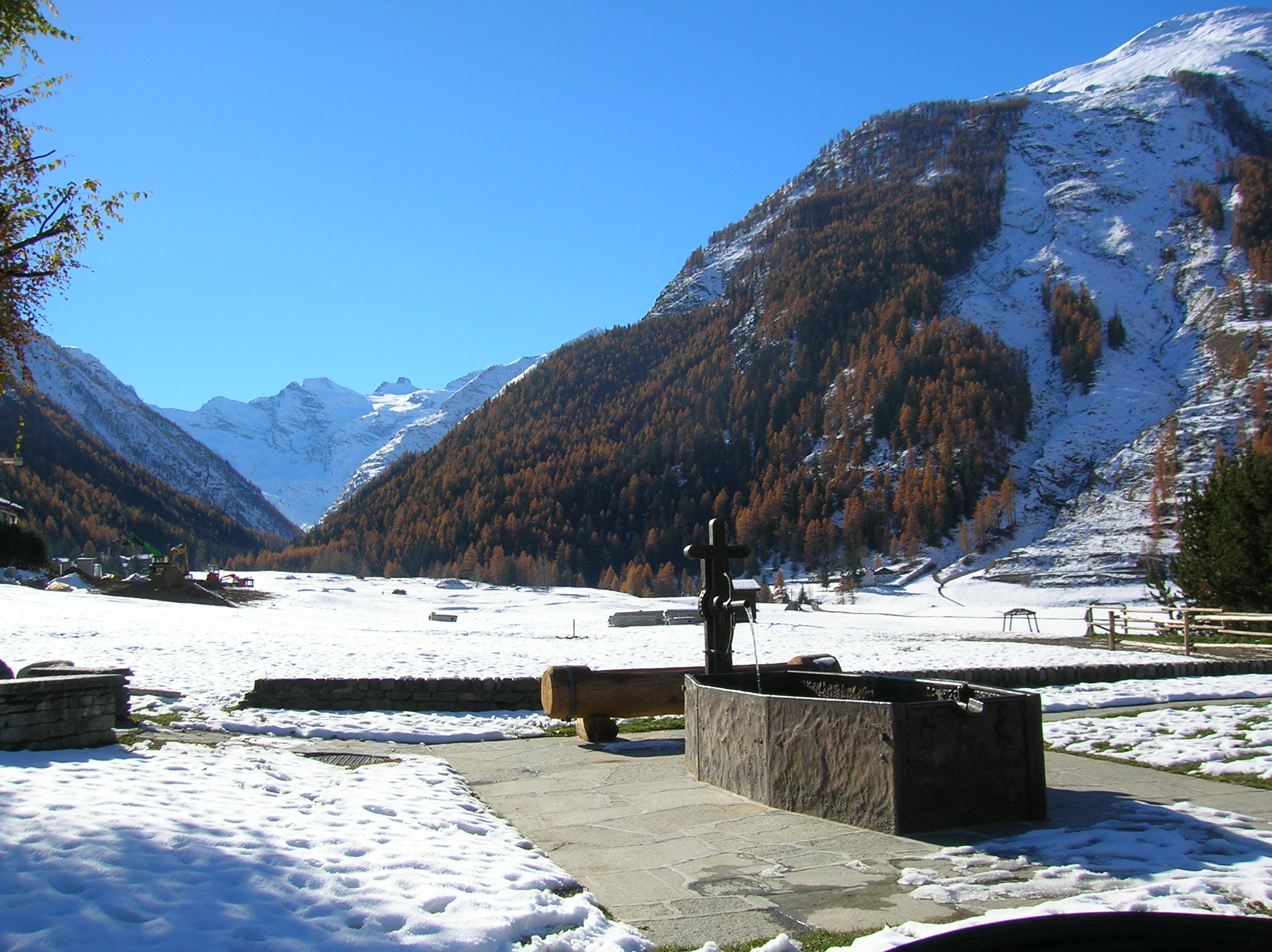
Eisenbrunnen in Cogne

César Emmanuel Grappein suchte auf mannigfache Art Lösungen für soziale Fragen. So engagierte er sich im Kampf gegen den Alkoholismus und für die allgemeine Schulpflicht, und auf der politischen Ebene trat er publizistisch für die regionalen Freiheitsrechte des Aostatals ein. Um seine Anliegen besser vertreten zu können, verfasste er zudem zahlreiche Schriften in französischer Sprache über die Wirtschaft, die Gesellschaft und die Kultur, die in Publikationen des Aostatals erschienen. Verschiedene, teilweise unedierte Beiträge von César Emmanuel Grappein wurden 2005 von Joseph-César Perrin neu bzw. erstmals herausgegeben.

## Wirkung
In Cogne erinnert die Straße Rue César Emmanuel Grappein an den bedeutenden Regionalpolitiker und Wohltäter, dessen Werk von der Kulturgesellschaft Association Grappein Médecin onlus gepflegt wird. Schon im 19. Jahrhundert verfasste Auguste Argentier (1830–1874) eine erste kurze Biographie des Arztes und Politikers. Sein Wohnhaus in Cogne, die Maison Grappein, ist als Gedächtnisort gekennzeichnet. 2005 organisierten der Regionalrat des Aostatals, die Gemeinde Cogne und mehrere wissenschaftliche Institutionen einen internationalen Kongress zur Person und Wirkung von César Emmanuel Grappein.

## Werke
- Joseph-César Perrin (Hrsg.): César Emmanuel Grappein. Mémoires et écrits inédits. Conseil de la Vallée d’Aoste, Quart 2005.